# 러즈반 라츠
러즈반 딘커 랏스(루마니아어: Răzvan Dincă Raț, 1981년 5월 26일 ~ )는 루마니아의 전 축구 선수로, 포지션은 왼쪽 풀백이다.

## 같이 보기
- A매치 100경기 이상 출전한 축구 선수 명단